# 魯比日內 (海辛區)
魯比日內（烏克蘭語：Рубіжне），是烏克蘭西南部的村莊，隸屬文尼察州的文尼察區。該村始建於1700年，面積0.58平方公里，海拔高度237米，2001年人口85，人口密度每平方公里146.55人。